# Yasuyuki Kuwahara
Yasuyuki Kuwahara (桑原 楽之, Kuwahara Yasuyuki, 22 de dezembro de 1942 – 1.º de março de 2017) foi um futebolista japonês medalhista de bronze nos Jogos Olímpicos de Verão de 1968.

## Biografia
Yasuyuki Kuwahara nasceu em Hiroshima em 22 de dezembro de 1942. Ele jogou pela seleção nacional do Japão entre 1966 e 1970, conquistando uma medalha de bronze nos Jogos Olímpicos de Verão de 1968. No total, ele disputou doze jogos e marcou cinco gols pela seleção japonesa entre os anos de 1966 e 1970. Em 1.º de março de 2017, Kuwahara faleceu de pneumonia em Hiroshima.